# Улица Дзержинского (Екатеринбург)
У́лица Дзержи́нского (прежние названия: Берегова́я, Глуховская набережная, набережная Труда́) — улица бывшей Мельковской слободы Екатеринбурга в жилом районе «Центральный» на границе Железнодорожного и Кировского административных районов. Одна из старейших улиц Екатеринбурга.

## Происхождение и история названий
Первоначально улица Дзержинского называлась Береговой улицей по географическому положению вдоль реки Мельковки. Название Глуховская улица, сменившее первоначальное, впервые было отмечено на плане Екатеринбурга, составленном Е. Н. Коротковым в 1880 году. На планах начала XX века улица названа Глуховской набережной. Глуховской улица была названа, вероятно, по фамилии её наиболее известного жителя — А. А. Глухих, члена городской управы и гласного городской думы, проживавшего на улице вплоть до смерти в 1888 году. В 1919 году набережная была переименована и стала продолжением набережной Труда (сейчас улица Максима Горького). Своё современное название улица получила в 1937 году в честь Феликса Эдмундовича Дзержинского (1877—1926).

## Расположение и благоустройство
Улица проходит с юго-запада на северо-восток параллельно улице Физкультурников, начинается от улицы Максима Горького и заканчивается у улицы Толмачёва (ранее доходила до улицы Карла Либкнехта). Пересечений с другими улицами не имеется. Слева к улице примыкает Пролетарская улица, справа примыканий нет.
Протяжённость улицы составляла около 200 м, ширина проезжей части около восьми метров (по одной полосе в каждую сторону движения). На протяжении улицы светофоров и нерегулируемых пешеходных переходов не имеется. С нечётной стороны улица оборудована тротуаром. Имеется уличное освещение.

## История
Улица формировалась как улица-односторонка по левому берегу реки Мельковки с момента возникновения в конце 1720-х годов Мельковской слободы. В XIX веке являлась продолжением Тарасовской набережной и проходила по берегу реки Мельковки до Ятесовского мостика, где встречались Верхотурская, Большая Вознесенская и Харитоновская улицы (современные улицы Свердлова, Карла Либкнехта и Шевченко).
По данным городской переписи 1887 года на улице имелось 11 домовладений. Усадьба № 1 с деревянным одноэтажным домом принадлежала отставному уряднику А. С. Чехомову. Соседний полукаменный двухэтажный дом принадлежал судебному приставу Д. П. Утякову, к 1900-м годам усадьба перешла к «челябинской купеческой жене» Н. Н. Варламовой, а в 1905 году в доме уже проживал бывший главный лесничий Кыштымских и Сергинско-Уфалейских заводов А. Е. Обухов (впоследствии стал городским головой). Усадьбой № 2 владели мещане Осколковы, а усадьба № 4 с одноэтажным каменным особняком принадлежала семье титулярного советника Алексея Алексеевича Глухих. В конце XIX века в доме его наследников размещалось 4-е народное женское училище.
На улице жили также и ремесленники. Деревянный дом № 6 принадлежал сапожному мастеру И. П. Соколову, а № 7 — также сапожному мастеру А. Л. Бороздину. В двухэтажном полукаменном доме № 8 жила вдова священника А. П. Коровина, позже, в 1912 году на этой усадьбе проживал брат городского головы, лесничий Нижне-Исетского лесничества В. Е. Обухов. Деревянным одноэтажным домом № 9 владела чиновничья жена, дворянка А. А. Попова.
В конце XIX века на улице не имелось ни одной мелочной, пивной или винной лавки, что было редкостью для Екатеринбурга.
В начале 1930-х годов по набережной провели линию трамвая, связавшую центр города с железнодорожным вокзалом и соцгородком Уралмаш. В 1960-е годы реку Мельковку взяли в коллектор, в 1970-х годах демонтировали трамвайную линию и снесли всю застройку улицы. Единственным зданием, поддерживающим улицу, остаётся здание киноконцертного театра «Космос», построенное в 1967 году.

## Примечательные здания
- № 2 — киноконцертный театр «Космос» (1967).

## Транспорт

### Наземный общественный транспорт
Движение наземного общественного транспорта по улице не осуществляется. Ближайшая остановки общественного транспорта — «ТЮЗ» (остановочные пункты на улицах Карла Либкнехта / Николая Никонова).

### Ближайшие станции метро
В 450 м к северу от начала улицы находится станция 1-й линии Екатеринбургского метрополитена  «Динамо», от которой до улицы Дзержинского можно добраться только пешком (через сквер у ККТ «Космос»).